# Ricombinazione V(D)J
La ricombinazione V(D)J è uno speciale processo di ricombinazione genetica che avviene nei linfociti immaturi durante la loro differenziazione negli organi linfoidi primari. È così chiamata perché vengono ricombinati i segmenti genici (denominati V, D e J) che andranno in futuro a costituire i recettori per gli antigeni (gli anticorpi/immunoglobuline per i linfociti B e i TCR per i linfociti T). Questo processo è responsabile dell'eterogeneità dei recettori per l'antigene dei linfociti B e dei linfociti T.
Essa avviene nel genoma di cellule somatiche, e pertanto è un tipo di ricombinazione somatica.

## Ubicazione e citotipi coinvolti
Il processo di ricombinazione VDJ interessa i seguenti citotipi:
- CFU-Ly (Colony Forming Unit - Lymphocyte; Unità formanti colonie di linfociti);
- Pro-linfociti;
- Pre-linfociti;

Queste cellule risiedono in nicchie staminali presenti negli organi linfoidi primari:
- midollo osseo, per le CFU-Ly che si differenzieranno a causa del microambiente midollare in pro-,pre- e infine linfociti B;
- timo, per le CFU-Ly che si differenzieranno a causa dello stroma del timo in pro,pre- e infine linfociti T.

Esse sono cellule somatiche, diverse dalle cellule germinali, in grado di generare un organismo ex-novo a partire dalla fecondazione. Tuttavia conservano caratteri genomici simili a quelli della linea germinale, e pertanto ci si riferisce al genoma dei pre e pro- linfociti come "germinale".
I loci delle Ig e del TCR nella linea germinativa sono strutturalmente simili e sono costituiti da sequenze geniche divisibili in varie categorie che devono essere congiunte tra loro secondo regole ben precise così da produrre dai geni codificanti le proteine che fungono da recettore per l'antigene sia nei linfociti B (BCR) che nei linfociti T (TCR).

## Loci per le catene Ig

Organizzazione dei loci delle Ig Solo la catena H presenta regioni D e ogni gene C è costituito da diversi esoni come visualizzato nell'ingrandimento

I loci per le Ig nell'essere umano sono tre, uno per le catene pesanti delle immunoglobuline (1.250 Kb), uno per le catene leggere di tipo κ (1.820 Kb), uno per quelle di tipo λ (1.050 Kb) divisi fra loro e collocati rispettivamente sul cromosoma 14, sul cromosoma 2 e sul cromosoma 22. In generale si può dire che il locus per le catene pesanti delle Ig è costituito a partire dall'estremità 5' da segmenti V (preceduti da brevi segmenti L), da segmenti D, da segmenti J e da segmenti C mentre il locus delle catene leggere delle Ig è simile ma non possiede segmenti D. Inframmezzate alle varie sequenze codificanti (L, V, D, J, C) vi sono sequenze non codificanti di lunghezza variabile nonché diverse sequenze enhancer, concentrate soprattutto all'inizio e alla fine dei segmenti C sia nel locus delle catene pesanti delle Ig sia in quelli delle catene leggere.

### Segmenti V
I segmenti genici V (Variable) sono collocati all'estremità 5' di ciascun locus delle Ig. Si contano circa 45 geni V nel locus delle catene pesanti delle Ig, 35 in quello delle catene leggere κ e 30 in quello delle catene leggere λ, ciascuno lungo mediamente 300 bp. Ciascun segmento V è sempre preceduto da un breve esone L (Leader) di 60-90 bp responsabile della codifica della parte N-terminale del futuro recettore. I vari segmenti V sono separati da sequenze di DNA non codificante. Generalmente l'N-terminale è costituito da amminoacidi idrofobici che costituiscono la sequenza segnale leader la cui funzione è interagire con altre proteine leganti tali sequenze per inviare la proteina dal ribosoma in cui è stata sintetizzata sino al reticolo endoplasmatico rugoso, dove spesso va incontro a modifiche. Nel reticolo endoplasmatico rugoso delle peptidasi rimuovono le sequenze leader che quindi non fanno parte del recettore maturo. A monte di ciascun esone L è presente un promotore da cui ha inizio la trascrizione sia del segmento L che del segmento V corrispondente. I segmenti genici V insieme ai segmenti D (se presenti) e J costituiscono la regione variabile delle catene pesanti e delle catene leggere delle Ig.

### Segmenti D e J
I segmenti genici D (Diversity) sono collocati oltre i segmenti V e sono presenti solo nel locus per le catene pesanti delle Ig. Si contano 23 segmenti D.
I segmenti genici J (Joining) sono collocati a valle dei segmenti D nel locus delle catene pesanti delle Ig e a valle dei segmenti V nei loci delle catene leggere delle Ig. Si contano 6 segmenti J nel locus delle catene pesanti tutti vicini tra loro, 5 nel locus delle catene leggere di tipo κ con una disposizione simile a quella degli stessi nelle catene pesanti e 4 a monte ciascuno dei segmenti Cλ nel locus delle catene leggere di tipo λ. Ciascun segmento J è lungo 30-50 bp.

### Segmenti C
I segmenti genici C (Constant) sono collocati a valle dei segmenti J nel locus delle catene pesanti delle Ig e in quello delle catene leggere di tipo κ mentre sono a valle di ciascun segmento J nelle catene leggere di tipo λ. I segmenti C codificano per la regione costante delle catene pesanti e delle catene leggere Ig. Nel locus delle catene pesanti delle Ig vi sono 9 segmenti C corrispondenti ai 9 possibili sottotipi di anticorpi (IgA1, IgA2, IgD, IgG1, IgG2, IgG3, IgG4, IgE, IgM), nel locus delle catene leggere di tipo κ ce n'è 1 e ve ne sono 4 nel locus delle catene leggere di tipo λ. I geni C delle catene leggere sono composti da un solo esone, mentre ciascun segmento C delle catene pesanti è composto da 5-6 esoni di cui 3-4 codificano la regione costante della catena pesante, uno codifica la regione trasmembrana e uno la coda citoplasmatica che costituisce il C-terminale del recettore. Un segmento C ha una lunghezza media simile a quella di un segmento V, entrambi si ripiegano nei domini Ig.

### Regioni ipervariabili
Negli anticorpi sono presenti delle regioni (3 per catena) ipervariabili, costituite cioè da amminoacidi sempre diversi che determinano la specificità del legame con l'antigene. Dette anche regioni che determinano la complementarità (o CDR) sono codificate all'interno del locus per le Ig. Le CDR1 e CDR2 sono codificate da un segmento presente in ogni gene V, mentre la CDR3 è codificata dalle sequenze poste fra le regioni (tra V e J per le leggere, tra V e D e D e J per le pesanti) e dalle regioni stesse (J per le leggere, D e J per le pesanti).

## Loci per le catene del TCR

Organizzazione dei loci dei TCR Il locus della catena δ è dentro quella della catena α, solo le catene β e δ possiedono regioni D e ogni gene C è costituito da diversi esoni come visualizzato nell'ingrandimento

I loci codificanti per le quattro catene del TCR (α, β, γ, δ) sono tre e sono collocati rispettivamente sul cromosoma 7 (catene β e γ con un locus per ciascuna lunghi 620 Kb e 200 Kb) e sul cromosoma 14 (catene α e δ lungo 1.000 Kb). Nei loci per i geni del TCR la struttura è simile a quella dei loci genici per le Ig, si riscontrano ancora una volta segmenti L, V, D, J e C, ma con una disposizione leggermente diversa. Le catene α e γ non possiedono segmenti D a differenza di β e δ.

### Segmenti V
I segmenti genici V sono collocati all'estremità 5' di ciascun locus per le catene del TCR. Ci sono 67 segmenti V per la catena β, 54 segmenti V per le catene α e δ e 14 segmenti V per la catena δ, tutti sono preceduti da una sequenza leader L come nei loci per le catene Ig e a monte di ciascuna sequenza leader c'è un promotore. La regione variabile del TCR è codificata da V, D (ove presente) e J come per le Ig.

### Segmenti D e J
I segmenti genici D sono presenti solo sulle catene β e δ. Esistono 2 segmenti D per la catena β e 3 segmenti D per la catena δ. I segmenti D della catena β sono collocati a monte di ciascun segmento J mentre i segmenti D della catena δ sono tutti vicini fra loro e sono collocati a monte del segmento J che è unico in questa catena.
I segmenti genici J sono collocati a valle di ciascun segmento D nella catena β, a valle del blocco di segmenti D nella catena δ, a monte dei segmenti Cα nella catena α e dei segmenti Cγ nella catena γ. Esistono 61 segmenti J nella catena α, 2 nella catena β, uno solo nella catena δ e 2 nella catena γ.

### Segmenti C
I segmenti genici C sono collocati a valle di ciascun segmento J nella catena β e nella catena δ e a valle del blocco di segmenti J nella catena α e nella catena γ. I segmenti C e i segmenti V danno origine come nelle Ig a domini Ig. Con l'eccezione della catena δ, che li ha a monte del primo segmento C, enhancer e silencer dei geni sono collocati all'estremità 3' di ciascun locus.

## Sequenze segnale della ricombinazione

Recombination Signal Sequences (RSS)

Le sequenze segnale della ricombinazione (RSS, Recombination Signal Sequences) sono costituite da un eptamero (i 7 nucleotidi CACAGTG) e un nonamero (i 9 nucleotidi ACAAAAACC) separati da una sequenza spaziatrice che può contenere o 12 o 23 bp. Il numero di basi dello spaziatore, 12 o 23, non è casuale poiché corrisponde ad uno o due giri dell'elica di DNA e ciò permette agli enzimi di agire simultaneamente sia sull'eptamero che sul nonamero. Queste RSS sono presenti a monte o a valle dei segmenti V, D e J:
- segmento V: presenta alla sua estremità 3' un eptamero seguito da uno spaziatore di 12 per la catena κ e da 23 per λ e la catena pesante.
- segmenti J: sono preceduti da un eptamero e un nonamero spaziati da 12 bp (nelle catene λ) e da 23 bp nelle altre due.
- segmenti D (presenti solo nelle catene pesanti): sono preceduti e succeduti da un nonamero e un eptamero separati da una sequenza di 12 bp.

### Regola 12/23
La regola 12/23 è il principio che segue la ricombinazione V(D)J. La ricombinazione, infatti, è possibile solo tra due segmenti fiancheggiati l'uno da uno spaziatore di 12 basi e l'altro di 23 basi. Nelle catene leggere dove la ricombinazione avviene fra V e J, le RSS a valle del segmento V sono spaziate da 12/23 bp, mentre quelle a monte di J da 23/12 bp in base al tipo di catena. Nelle catene pesanti, invece, le RSS a valle di V sono sempre spaziate da 23 bp così come quelle a monte di J. La ricombinazione VJ, infatti, non avviene poiché devono prima riarrangiare D e J perché anche V venga unito.

Tipi di ricombinazione Si noti la particolare disposizione del DNA per l'inversione

## Tipi di ricombinazione
Queste sequenze servono ad indicare il sito di taglio (tra l'eptamero e il segmento contenente i geni) in cui poi i due segmenti si uniranno.
Una volta avvenuto il taglio a doppia elica, lo spezzone di DNA contenente le RSS viene rimosso sotto forma di anello (per i legame fra le sequenze segnale) e la conseguente unione dei segmenti (ricombinazione per delezione).
La ricombinazione avviene per delezione solo quando le RSS sono in direzione opposta (ad esempio segmento V - eptamero - nonamero - [...] - nonamero - eptamero segmento J) in questo modo, infatti il DNA viene piegato e le sequenze segnale si ritrovano a fianco nella stessa direzione.
Se le RSS sono disposte nella stessa direzione (ad esempio segmento V - eptamero - nonamero - [...] - eptamero - nonamero - segmento J), avviene la ricombinazione per inversione dove il DNA viene invertito e avvicinato in modo tale che, come per la delezione prima del taglio, le RSS siano di fianco e disposte nello stesso orientamento. Il successivo taglio-incolla porta all'unione fra i due segmenti codificanti e delle due RSS tramite eptameri.

## Meccanismo

Meccanismo della ricombinazione Le frecce rosse indicano l'azione degli enzimi

La ricombinazione V(D)J avviene solo nei linfociti B e T benché tutte le cellule dell'organismo possiedano in configurazione germinativa i loci per le Ig e per il TCR sopra descritti. In queste cellule un segmento V, uno D e uno J scelti casualmente possono essere affiancati così da creare le regioni variabili di geni ricombinati che possono essere trascritti in mRNA che a loro volta codificano per i recettori dell'antigene. Le regioni costanti sono codificate dai segmenti C collocati accanto, ma a valle (senza sequenze di DNA non codificante interposte) del blocco V(D)J anche nei nuovi geni ricombinati. Le differenti combinazioni di segmenti V, D e J cui si aggiungono modificazioni successive come l'aggiunta o la rimozione di nucleotidi giustificano l'incredibile diversità dei recettori del repertorio linfocitario. La ricombinazione V(D)J non può avvenire in cellule differenti dai linfociti anche perché nel processo sono coinvolti numerosi enzimi, alcuni dei quali sono presenti solo in questo tipo di cellule, altri invece sono presenti in tutte le cellule dove normalmente sono coinvolti nella riparazione del DNA e nella ricombinazione non omologa. La ricombinasi V(D)J dei linfociti (cioè il tetramero Rag-1/Rag-2) agisce a livello di speciali sequenze segnale.
La ricombinazione V(D)J provoca l'avvicinamento di sequenze enhancer a valle del segmento V. Queste sequenze si vengono così a trovare adiacenti alle sequenze promotrici a monte, aumentando i livelli di trascrizione. Visto l'alto tasso di ricombinazioni può succedere che geni di altri loci risentano di questa aumentata attività provocando tumori dei linfociti B e T.
Dopo aver reso accessibili le zone dei cromosomi contenenti i loci alle componenti del processo, la ricombinazione ha inizio con il taglio nelle sequenze RSS. Seguono poi le modificazioni a livello dei nucleotidi per aumentare la diversificazione e l'unione delle estremità codificanti.

### Taglio
Affinché possa avvenire il taglio le regioni RSS devono essere avvicinante formando delle strutture ad anello (oppure l'inversione) che rimarranno stabili per tutto il processo. Avvengono quindi i tagli nella doppia elica fra gli eptameri e le regioni codificanti: le proteine deputate a questa azione sono chiamate Rag-1 e Rag-2. Queste due proteine sono codificate da geni specifici per i linfociti detti geni attivanti la ricombinazione 1 e 2' e si assemblano in un tetramero chiamate ricombinasi V(D)J. Delle due Rag-1 funge da endonucleasi di restrizione, mentre Rag-2 favorisce l'interazione con altri fattori importanti per la ricombinazione; insieme contribuiscono a tenere stabile la struttura ad anello.
La rottura a doppia filamento di Rag-1 genera due tronconi contenenti i geni posti l'uno di fronte all'altro e la struttura ad anello tronca. Quest'ultima rimane così, mentre nei due tronconi la terminazione 3' OH si lega alla terminazione dell'altro filamento generando una struttura a forcina (hairpin). Nel caso della ricombinazione ad inversione le RSS rimangono più a valle nel DNA.

### Aggiunta di nucleotidi
Dopo il taglio è il momento dell'aggiunta casuale di nucleotidi che aumenti la diversificazione. Per questo un enzima, Artemis, apre le hairpin consentendo ad un altro enzima di modificare le basi alle terminazioni. L'aggiunta o rimozione di nucleotidi è possibile perché Artemis nell'aprire le hairpin taglia in modo asimmetrico, per cui uno dei due tratti di DNA è più corto dell'altro e deve essere esteso con nucleotidi complementari a quelli del tratto più lungo.I nucleotidi aggiunti o rimossi sono chiamati nucleotidi P e sono codificati da uno stampo. È inoltre possibile l'aggiunta di altri nucleotidi, fino a 20, senza stampo, grazie all'azione della desossiribonucleotidil transferasi terminale (TdT, Terminal deoxynucleotidyl Transferase); tali nucleotidi sono detti nucleotidi N. L'azione della TdT è rischiosa, perché può introdurre un numero di nucleotidi non multiplo di 3 e quindi generare codoni di stop prematuri. L'azione di TdT è comune in particolare nelle catene pesanti delle immunoglobuline e nella catena β del TCR, regioni del recettore dell'antigene con il più alto grado di diversificazione. Tale processo è una ricombinazione per delezione.

### Unione
L'ultima tappa è l'unione dei due filamenti che si ricongiungono attraverso il processo fisiologico di riparazione del DNA a doppio filamento. In particolare vengono usati Ku70 e Ku80 che ricongiungono le estremità e reclutano l'enzima DNA-PK in grado di riparare la doppia elica.

## Scambio di classe
Durante il processo di attivazione dei linfociti B, vengono indotti scambi di classe degli anticorpi per aumentare la plasticità della risposta immunitaria dal momento che classi diverse svolgono al meglio funzioni effettrici diverse (vedi tabella). Lo scambio di classe delle catene pesanti avviene nei linfociti B presenti nei centri germinativi ad opera dei linfociti T follicolari e, in porzione minore, nei foci extrafollicolari.

### Meccanismo
Il processo è noto come ricombinazione per scambio nella quale un esone V(D)J già riarrangiato ricombina con la regione C di un gene più a valle. Questo processo richiede le sequenze note come regioni di scambio presenti all'estremità 5' di ogni gene C e precedute da un iniziatore della trascrizione chiamato esone I a sua volta preceduto da una sequenza promotrice.
Il tutto prende inizio con CD40 e alcune citochine che attivano la trascrizione dell'esone I, della regione di scambio e dell'esone C del loci μ e della classe interessata allo scambio. Si forma il cosiddetto trascritto germinativo (che non codifica per nessuna proteina) che si lega al filamento codificante del DNA generando un loop R, cioè un'ansa del filamento opposto (cioè non codificante). In quest'ansa agisce l'enzima AID che catalizza la deaminazione delle citosine trasformandole in uracile. Un secondo enzima, l'uracil-N-glicosilasi, rimuove i residui di uracile lasciando regioni prive di basi azotate che vengono rimossi da un terzo enzima, ApeI, generando dei tagli nel filamento. Questi tagli si ripercuotono anche nel filamento codificante. Le regioni di scambio dei due locus ora possono essere avvicinate ed unite tramite la riparazione delle rotture della doppia elica. L'esone V(D)J viene quindi portato in prossimità della C finale e il tutto viene trascritto e tradotto formando le Ig volute.